# 桜川警察署
桜川警察署（さくらがわけいさつしょ）は、茨城県警察が管轄する警察署の一つである。署長は警視。

## 所在地
茨城県桜川市真壁町塙世188番地1

## 管轄区域
- 桜川市

2005年（平成17年）までは真壁警察署の名称で、真壁郡真壁町・大和村（ともに現・桜川市）および明野町（現・筑西市、筑西警察署管内）を管轄区域としていた。西茨城郡岩瀬町（現・桜川市、桜川警察署管内）は笠間警察署の管轄であった。
旧・明野町は2005年（平成17年）3月28日に合併で筑西市となり、同日に筑西警察署（下館警察署から改称）に移管。旧・岩瀬町域は同年10月1日に合併で桜川市となり、同日に桜川警察署（真壁警察署から改称）の管轄に移された。

## 沿革
- 1877年（明治10年） - 下妻警察署町屋分署
- 1886年（明治19年） - 真壁分署と改称
- 1919年（大正8年） - 真壁警察署分署
- 1926年（大正15年） - 真壁警察署
- 1986年（昭和61年） - 現庁舎建設
- 2005年（平成17年） - 茨城県桜川警察署に改称

## 組織
- 署長
- 副署長
- 警務課
  - 警務係
  - 総合相談係
  - 被害者支援係
- 会計課
- 地域課
  - 自動車警ら係
- 刑事生活安全課
  - 銃刀係
  - 鑑識係
- 交通課
- 警備課

## 交番
- 岩瀬交番 - 桜川市鍬田553-34

## 駐在所
- 雨引駐在所 - 桜川市大曽根561-1
- 小塩駐在所 - 桜川市小塩213-1
- 椎尾駐在所 - 桜川市真壁町椎尾1793-132
- 羽黒駐在所 - 桜川市加茂部1226-2
- 南飯田駐在所 - 桜川市南飯田935-6